# 타임 투 러브 (2005년 영화)
타임 투 러브(중국어 간체자: 情人结, 정체자: 情人結, 병음: Qíng rén jié 칭런제[*], 한자음: 정인결, A Time to Love)는 후오지엔치 감독, 조미, 루이 주연의 영화이다.
중국 4세대 감독의 예술영화 전통을 이어온 6세대 감독의 대표주자 후오지엔치 감독이 조미와 루이를 기용하여 젊은 관객과 기성 감독의 조화를 추구했다. 중국판 〈로미오와 줄리엣〉을 표방한 영화로 2007년 9월 9일 '2007 CJ중국영화제'에서 상영됐다. 이 영화로 조미는 제8회 상하이 국제영화제에서 여우주연상을, 제8회 장춘영화제에서 여우주연상을, 제11회 화표장에서 여우주연상을 수상했다.

## 캐스팅
- 취란 (屈然), 자오웨이 역
- 허자 (侯嘉), 륙의 역